# Theobald I van Bar
Theobald I van Bar (circa 1158 - 13 februari 1214) was van 1190 tot aan zijn dood graaf van Bar en van 1197 tot aan zijn dood graaf van Luxemburg. 

## Levensloop
Hij was de tweede zoon van graaf Reinoud II van Bar en Agnes van Champagne. Nadat zijn oudere broer Hendrik I in 1190 sneuvelde bij het beleg van Akko, volgde Theobald I hem in 1190 op als graaf van Bar.
Via zijn derde echtgenote Ermesinde kon Theobald I aanspraak maken op de graafschappen Luxemburg, Durbuy en La Roche. Ook markgraaf Filips I van Namen maakte aanspraken op dit gebied, maar op 6 juli 1199 werd het verdrag van Dinant afgesloten, waarbij Theobald I deze gebieden officieel kreeg toegewezen.
Theobald I nam eveneens deel aan de Derde Kruistocht. Bij de Albigenzische Kruistochten voerde hij dan weer de reservetroepen aan die in juni 1211 Simon IV van Montfort moesten bijstaan bij het beleg van Toulouse.
In 1214 overleed hij, waarna zijn oudste zoon uit zijn tweede huwelijk, Hendrik II, hem opvolgde als graaf van Bar. Graaf Walram III van Limburg, die na de dood van Theobald huwde met zijn weduwe Ermesinde, erfde het graafschap Luxemburg.

## Huwelijken en nakomelingen
In 1176 huwde Theobald met Laurette van Loon, dochter van graaf Lodewijk I van Loon. Ze kregen een dochter:
- Agnes (1177-1226), huwde met hertog Ferry II van Lotharingen

Na de dood van zijn eerste vrouw hertrouwde hij rond het jaar 1189 met Ermesinde van Bar-sur-Seine, dochter van graaf Guy II van Brienne. Ze kregen volgende kinderen:
- Agnes (overleden in 1225), huwde met heer Hugo van Chatillon
- Hendrik II (1190-1239), graaf van Bar
- Margaretha (1192-na 1259), huwde met heer Hendrik van Salm van Viviers

Na de dood van zijn tweede vrouw huwde hij in 1197 met gravin Ermesinde van Luxemburg. Ze kregen volgende kinderen:
- Margaretha (overleden in 1270), huwde met graaf Hugo III van Vaudémont en daarna met heer Henri van Dampierre van Bois.
- Elisabeth (overleden in 1262), huwde met heer Walram van Limburg van Fauquemont en Montjoie
- Hendrik (overleden in 1214), heer van Briey, Arrancy en Marville
- Reinoud (overleden in 1214)
- een dochter (overleden voor 1214)

## Voorouders
| Voorouders van Theobald I van Bar (1158-1214) | Voorouders van Theobald I van Bar (1158-1214)                                  | Voorouders van Theobald I van Bar (1158-1214)                                  | Voorouders van Theobald I van Bar (1158-1214)                    | Voorouders van Theobald I van Bar (1158-1214)                    | Voorouders van Theobald I van Bar (1158-1214)                                   | Voorouders van Theobald I van Bar (1158-1214)                                   | Voorouders van Theobald I van Bar (1158-1214)                                   | Voorouders van Theobald I van Bar (1158-1214)                                   |
| --------------------------------------------- | ------------------------------------------------------------------------------ | ------------------------------------------------------------------------------ | ---------------------------------------------------------------- | ---------------------------------------------------------------- | ------------------------------------------------------------------------------- | ------------------------------------------------------------------------------- | ------------------------------------------------------------------------------- | ------------------------------------------------------------------------------- |
| Overgrootouders                               | Diederik I van Montbéliard (1045-1105) ∞ Ermentrude van Bourgondië (1050-1105) | Diederik I van Montbéliard (1045-1105) ∞ Ermentrude van Bourgondië (1050-1105) | Gerard I van Vaudémont (1057-1108) ∞ Hedwig van Egisheim (-1126) | Gerard I van Vaudémont (1057-1108) ∞ Hedwig van Egisheim (-1126) | Stefanus II van Blois (1045-1102) ∞ Adela van Engeland (1062-1137)              | Stefanus II van Blois (1045-1102) ∞ Adela van Engeland (1062-1137)              | Engelbert van Karinthië (1070-1141) ∞ Uta van Passau (-)                        | Engelbert van Karinthië (1070-1141) ∞ Uta van Passau (-)                        |
| Grootouders                                   | Reinoud I van Bar (1076-1149) ∞ Gizela van Vaudémont (1090-1141)               | Reinoud I van Bar (1076-1149) ∞ Gizela van Vaudémont (1090-1141)               | Reinoud I van Bar (1076-1149) ∞ Gizela van Vaudémont (1090-1141) | Reinoud I van Bar (1076-1149) ∞ Gizela van Vaudémont (1090-1141) | Theobald IV van Blois (1190-1152) ∞ Mathilde van Sponheim-Karinthië (1205-1241) | Theobald IV van Blois (1190-1152) ∞ Mathilde van Sponheim-Karinthië (1205-1241) | Theobald IV van Blois (1190-1152) ∞ Mathilde van Sponheim-Karinthië (1205-1241) | Theobald IV van Blois (1190-1152) ∞ Mathilde van Sponheim-Karinthië (1205-1241) |
| Ouders                                        | Reinoud II van Bar (-1170) ∞ Agnes van Champagne (-1207)                       | Reinoud II van Bar (-1170) ∞ Agnes van Champagne (-1207)                       | Reinoud II van Bar (-1170) ∞ Agnes van Champagne (-1207)         | Reinoud II van Bar (-1170) ∞ Agnes van Champagne (-1207)         | Reinoud II van Bar (-1170) ∞ Agnes van Champagne (-1207)                        | Reinoud II van Bar (-1170) ∞ Agnes van Champagne (-1207)                        | Reinoud II van Bar (-1170) ∞ Agnes van Champagne (-1207)                        | Reinoud II van Bar (-1170) ∞ Agnes van Champagne (-1207)                        |